# Манчестерское дерби
Манче́стерское де́рби (англ. Manchester derby), также известное как «манкуниа́нское де́рби» — название футбольных матчей между английскими клубами «Манчестер Сити» и «Манчестер Юнайтед». Как и любое другое футбольное противостояние, это дерби привлекает большое внимание со стороны болельщиков обеих команд, а также со стороны СМИ.
До 1960-х годов оба клуба в Англии часто называли просто «Манчестером» (особенно футбольные комментаторы), но затем, с ростом популярности и расширением географических границ футбола, эта общая принадлежность клубов к одному городу стала в большей степени фактором соперничества, а не единства. В 1889 году, после взрыва на шахте в Хайд Роуд, когда погибли 23 шахтёра, «Ардуик» (название «Манчестер Сити» до 1894 года) и «Ньютон Хит» (название «Манчестер Юнайтед» до 1903 года) сыграли товарищеский матч с целью сбора средств для помощи семьям погибших. После Второй мировой войны, когда в ходе бомбардировок был частично разрушен «Олд Траффорд», «Юнайтед» на протяжении трёх лет выступал на «Мейн Роуд», стадионе «Сити».
6 февраля 2008 года клубы совместно участвовали в мероприятиях, связанных с 50-й годовщиной мюнхенской трагедии. В 2017 году оба клуба пожертвовали в общей сложности 1 млн фунтов в фонд помощи жертвам теракта в Манчестере, который произошёл 22 мая 2017 года.
Годовой доход обоих клубов по итогам сезона 2014/15 составил в общей сложности £907,9 млн (£392,6 млн у «Сити» и £515,3 млн у «Юнайтед»). Таким образом, Манчестер является одним из самых богатых футбольных городов Англии по годовому доходу, который составляет более четверти всех доходов Премьер-лиги (£3,6 млрд). Манчестерское дерби пользуется большой популярностью не только в самом городе, но и за его пределами: по оценкам, мировая аудитория матча между двумя клубами в рамках Премьер-лиги в сезоне 2016/17 составила более 900 млн зрителей.

## История

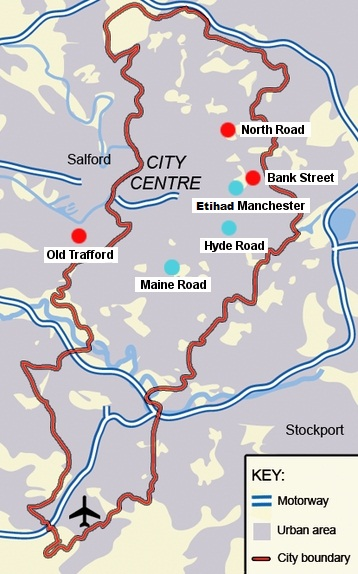
Карта Манчестера с указанием бывших и нынешних стадионов двух клубов.
«Сити»: «Хайд Роуд» (1887—1923), «Мейн Роуд» (1923—2003), «Сити оф Манчестер» (с 2003 года).
«Юнайтед»: «Норт Роуд» (1878–1893), «Бэнк Стрит» (1893–1910), «Олд Траффорд» (с 1910 года)

Первая встреча между командами состоялась 12 ноября 1881 года, когда «Уэст Гортон Сент Маркс» — будущий «Манчестер Сити» — принял у себя на стадионе «Ньютон Хит» — будущий «Манчестер Юнайтед». Матч завершился со счётом 3:0 в пользу «язычников» («Юнайтед»), а «Эштон Рипортер» описал его как «„славную игру“». Автором первого гола в истории манчестерского дерби стал игрок «Ньютон Хит» Джон Снеддон. Первая встреча команд в Футбольной лиге состоялась в сезоне 1894/95, когда «Ньютон Хит» победил «Манчестер Сити» со счётом 5:2 на «Хайд Роуд». Однако, ещё до этого два клуба встречались в сезоне 1891/92 в рамках Футбольного альянса. В матче, который состоялся 10 октября 1891 года на «Норт Роуд» «Ньютон Хит» выиграл у «Ардуика» (тогдашнее название «Сити») со счётом 3:1 на глазах у 4000 зрителей. Первая встреча между клубами в высшем дивизионе английского футбола состоялась в декабре 1906 года, когда «Сити» выиграл у «Юнайтед» со счётом 3:0 в матче Первого дивизиона; доходы от продажи билетов на этот матч превысили £1000, что на то время было очень большой суммой денег.
До Второй мировой войны многие футбольные болельщики в Манчестере посещали матчи «Сити» на одной неделе и матчи «Юнайтед» на следующей. Однако после войны между клубами началось серьёзное соперничество, и поддержка болельщиками сразу двух команд стала редкостью.

### 1970-е годы
Манчестерские дерби в 1970-е годы часто были очень жёсткими. В дерби, которое состоялось в декабре 1970 года, Джордж Бест в борьбе сломал ногу Глину Пардоу, из-за чего последний досрочно завершил карьеру, едва не потеряв ногу. В следующем сезоне между клубами была зафиксирована ничья со счётом 3:3, а Фрэнсис Ли и Джордж Бест обвиняли друг друга в «нырянии». В первом дерби сезона 1973/74 игрок «Сити» Майк Дойл и игрок «Юнайтед» Лу Макари получили красные карточки. Оба футболиста отказались покинуть поле, и судье пришлось отправить обе команды в раздевалку, пока футболисты не признали своё удаление. Матч завершился со счётом 0:0.

#### Гол Дениса Лоу
Ответный матч в сезоне 1973/74 состоялся на «Олд Траффорд» в предпоследнем туре чемпионата («Юнайтед» оставалось ещё сыграть выездной матч со «Стоком»). Ставки были велики как никогда: «Юнайтед» должен был побеждать, чтобы избежать вылета из Первого дивизиона, хотя «красные дьяволы» также рассчитывали на победу «Норвича» над «Бирмингемом», чтобы результат манчестерского дерби имел какое-то значение. По прошествии 80 минут без забитых мячей, Фрэнсис Ли отдал пас на бывшего игрока «Юнайтед», ныне защищающего цвета «Сити», Дениса Лоу, который стоял спиной к воротам. Лоу инстинктивно ударил пяткой, не оставив никаких шансов вратарю «Юнайтед» Алексу Степни — мяч оказался в воротах. Игроки «Сити» подбежали поздравлять его с голом, но ошеломлённый Лоу покинул поле с опущенной головой, так как осознавал последствия этого гола для своего бывшего клуба. Позднее Лоу сказал про этот гол: «Я редко чувствовал себя настолько расстроенным, как в тот уикенд. В течение 19 лет я делал всё, чтобы забивать голы, но, в конце концов, забил один, который я не хотел забивать». После своего гола Лоу был сразу заменён. В последние минуты матча болельщики «Юнайтед» выбежали на поле, что вынудило судью остановить встречу. Однако результат остался неизменным, и «Юнайтед» выбыл во Второй дивизион. По итогам прошедших матчей стало ясно, что «Юнайтед» всё равно вылетел бы из Первого дивизиона, даже если бы сыграл с «Сити» вничью, но болельщики «Сити» до сих пор вспоминают этот матч как «день, когда Денис Лоу пяткой послал „Юнайтед“ во Второй дивизион». Вскоре после этого матча Денис Лоу завершил свою спортивную карьеру. Уже по итогам следующего сезона «Юнайтед» вернулся в Первый дивизион.

### Настоящее время
В 1990-е годы в манчестерских дерби доминировал «Юнайтед» . В 1994 году «Юнайтед» разгромил «Сити» со счётом 5:0, а Андрей Канчельскис сделал в этом матче «хет-трик». В 2000-е годы «Юнайтед» выиграл девять матчей в Премьер-лиге и один — в Кубке Англии, а «Сити» одержал победу в пяти матчах Премьер-лиги.

«Юнайтед» и «Сити» выходят на поле стадиона «Олд Траффорд» в манчестерском дерби 10 февраля 2008 года

В первом дерби нового тысячелетия на «Олд Траффорд» зрители увидели кульминацию длительной вражды между Роем Кином и Альфом-Инге Холанном. Вражда между ними началась в 1998 году, когда в матче против «Лидс Юнайтед» капитан «красных дьяволов» Рой Кин вышел один на один с вратарём, а Холанн преследовал его. Кин упал в штрафной соперника, получив разрыв крестообразных связок колена, а Холанн подбежал к нему, обвиняя в симуляции. Три года спустя, в дерби апреля 2001 года, Холанн был капитаном «Сити». Ближе к концу матча Кин ударил Холанна в колено прямой ногой, за что получил красную карточку. В автобиографии, опубликованной в 2002 году, Кин признался, что его удар в колено норвежца был преднамеренным с целью нанести травму. Это признание Кина стоило ему £150 000 штрафа и пятиматчевой дисквалификации, наложенных Футбольной ассоциацией. После этой травмы Холанн долго лечился, а в 2002 году досрочно завершил карьеру. Изначально он заявил, что его проблемы с коленом не связаны с травмой, нанесённой Кином, но позднее на медицинском обследовании выяснилось, что полученный удар усугубил более ранние травмы.
«Сити» выиграл последнее дерби на «Мейн Роуд» и первое дерби на своём новом стадионе, «Сити оф Манчестер».
Петер Шмейхель, выступавший и за «Юнайтед», и за «Сити», является обладателем рекорда в манкунианском дерби: за девять лет его выступлений на «Олд Траффорд» «Юнайтед» не проиграл ни одного дерби, а в единственном сезоне Шмейхеля на «Мейн Роуд» (последнем сезоне датчанина перед завершением карьеры) «Сити» обыграл «Юнайтед» на домашнем стадионе.
В сезоне 2006/07 «Юнайтед» выиграл у «Сити» на «Олд Траффорд» со счётом 3:1, а затем одержал победу на «Сити оф Манчестер» со счётом 1:0 (победа в последнем матче обеспечила «Юнайтед» чемпионский титул Премьер-лиги).
В сезоне 2007/08 оба дерби выиграл «Манчестер Сити», 19 августа одержав победу на «Сити оф Манчестер» со счётом 1:0, а 10 февраля — на «Олд Траффорд» со счётом 2:1. Это была первая победа «Сити» на «Олд Траффорд» в чемпионате с апреля 1974 года и первый случай, когда «Сити» выиграл оба дерби в сезоне с сезона 1969/70.
В первом дерби сезона 2008/09 победу праздновал «Юнайтед». Уэйн Руни забил единственный мяч в этой встрече, а Криштиану Роналду был удалён за странный эпизод игры рукой. В ответном матче на «Олд Траффорд», который прошёл 10 мая 2009 года, победу вновь одержал «Юнайтед» со счётом 2:0.
В дерби 20 сентября 2009 года в драматичном матче «Юнайтед» одержал победу благодаря голу Майкла Оуэна, забитому на шестой минуте добавленного времени. Тот матч считается одним из величайших манчестерских дерби всех времён и был признан в 2012 году лучшим матчем в истории Премьер-лиги.
В первом дерби сезона 2011/12 «Сити» разгромил «Юнайтед» на его поле со счётом 6:1. Во втором дерби «Сити» опять же обыграл «Юнайтед» со счётом 1:0.
9 декабря 2012 года «Сити» проиграл на своём поле в матче Премьер-лиги со счётом 2:3. Исход матча решил ван Перси, забив победный гол в добавленное время. 8 апреля 2013 «Сити», находясь «в гостях», обыграл «Юнайтед» со счётом 2:1 благодаря голу Серхио Агуэро, который вышел на 71-й и забил на 78-й минуте матча.
В сезоне 2013/14 «Манчестер Сити» одержал победу дома 22 сентября 2013 года, разгромив «Юнайтед» со счётом 4:1, а затем и на выезде, обыграв «Юнайтед» со счётом 3:0.
В сезоне 2014/15 «Сити» выиграл свой домашний матч 2 ноября 2014 года, а на «Олд Траффорд» 12 апреля 2015 года победу со счётом 4:2 одержал «Юнайтед».
В сезоне 2015/16 команды сыграли вничью на «Олд Траффорд» 25 октября, а в матче на «Этихаде» победу с минимальным счётом одержал «Юнайтед».
В сезоне 2017/18 «Сити» и «Юнайтед» с отрывом занимали первые две строчки таблицы на протяжении почти всего чемпионата. Горожане выиграли матч первого круга на выезде (1:2), а в матче 33 тура 7 апреля 2018 года «Сити» при победном исходе в дерби, на своем стадионе мог оформить досрочное чемпионство. К 30-й минуте хозяева вели со счетом 2:0, имели большое количество моментов, но не смогли увеличить отрыв. Во втором тайме Поль Погба за полторы минуты (53-я, 54-я) забил два гола. Ближе к концу матча Крис Смоллинг, допустивший результативную ошибку при первом голе «Сити», забил решающий мяч. «Юнайтед» победил 3:2, отсрочив чемпионство соседей.

## Статистика
По состоянию 7 марта 2021 года команды провели между собой 185 официальных матчей во всех турнирах. «Юнайтед» выиграл 77 матчей, «Сити» — 55 матчей, в оставшихся 53 матчах была зафиксирована ничья.
Крупнейшей победой в истории дерби стала победа «Сити» 23 января 1926 года со счётом 6:1. 23 октября 2011 года «Сити» повторил этот результат; обе победы были одержаны на поле соперника. Оба клуба по разу выигрывали в дерби со счётом 5:0 («Сити» в 1955 году, «Юнайтед» в 1994 году). Самая высокая посещаемость на манчестерском дерби была зафиксирована 20 сентября 1947 года на «Мейн Роуд», составив 78 000 зрителей.

### Статистика матчей

Позиции «Манчестер Юнайтед» и «Манчестер Сити» в лиге

Обновлено по состоянию на 10 августа 2024 года
| Турнир            | Игры | Победы «Сити» | Ничьи | Победы «Юнайтед» | Голы «Сити» | Голы «Юнайтед» |
| ----------------- | ---- | ------------- | ----- | ---------------- | ----------- | -------------- |
| Премьер-лига      | 54   | 20            | 9     | 25               | 80          | 77             |
| Первый дивизион   | 104  | 30            | 39    | 35               | 147         | 141            |
| Второй дивизион   | 12   | 2             | 4     | 6                | 13          | 21             |
| Кубок Англии      | 11   | 4             | 0     | 7                | 15          | 21             |
| Кубок лиги        | 10   | 5             | 1     | 4                | 16          | 11             |
| Суперкубок Англии | 2    | 0             | 1     | 2                | 2           | 5              |
| Итого             | 194  | 61            | 54    | 79               | 274         | 276            |

### Лучшие бомбардиры манчестерского дерби
| Игрок           | Клуб                                     | Голы |
| --------------- | ---------------------------------------- | ---- |
| Уэйн Руни       | Манчестер Юнайтед                        | 11   |
| Фрэнсис Ли      | Манчестер Сити                           | 10   |
| Джо Хейз        | Манчестер Сити                           | 10   |
| Серхио Агуэро   | Манчестер Сити                           | 9    |
| Бобби Чарльтон  | Манчестер Юнайтед                        | 9    |
| Колин Белл      | Манчестер Сити                           | 8    |
| Эрик Кантона    | Манчестер Юнайтед                        | 8    |
| Брайан Кидд     | Манчестер Юнайтед (5) Манчестер Сити (3) | 8    |
| Джо Спенс       | Манчестер Юнайтед                        | 8    |
| Деннис Вайоллет | Манчестер Юнайтед                        | 7    |
| Пол Скоулз      | Манчестер Юнайтед                        | 7    |

* В статистику не включён отменённый матч в сезоне 1960/61. Курсивом выделены действующие футболисты.

## Достижения двух клубов
«Сити» выиграл свой первый трофей национального уровня в 1904 году, став обладателем Кубка Англии; первым трофеем «Юнайтед» национального уровня стал чемпионский титул в сезоне 1907/08. В сезоне 1967/68 «Сити» и «Юнайтед» заняли в высшем дивизионе английского чемпионата первое и второе места соответственно: до 2012 года это был единственный случай, когда команды из Манчестера занимали два высших места в чемпионате. Однако в сезоне 2011/12 эта конфигурация повторилась, причём оба клуба набрали одинаковое число очков, и чемпионский титул был присуждён «Сити» по лучшей разнице мячей. Клубы сыграли между собой в трёх полуфиналах национальных кубков (два в Кубке Англии и один в Кубке Футбольной лиги), но только в 2023 году впервые встретились в финале кубкового турнира.
Обновлено по состоянию на 10 августа 2024 года
| Клуб              | Чемпионат | Кубок Англии | Кубок лиги | Суперкубок Англии | Лига чемпионов УЕФА | Лига Европы УЕФА | Кубок обладателей кубков | Суперкубок УЕФА | Межконт. кубок | Клубный ЧМ | Итого |
| ----------------- | --------- | ------------ | ---------- | ----------------- | ------------------- | ---------------- | ------------------------ | --------------- | -------------- | ---------- | ----- |
| Манчестер Сити    | 10        | 7            | 8          | 7                 | 1                   | 0                | 1                        | 1               | 0              | 1          | 36    |
| Манчестер Юнайтед | 20        | 13           | 6          | 21                | 3                   | 1                | 1                        | 1               | 1              | 1          | 68    |
| Оба клуба         | 30        | 20           | 14         | 28                | 4                   | 1                | 2                        | 2               | 1              | 2          | 104   |

## Результаты матчей

### Результаты в чемпионате Англии
| Дата             | Стадион           | Счёт | Турнир          | Зрители |
| ---------------- | ----------------- | ---- | --------------- | ------- |
| 3 ноября 1894    | Хайд Роуд         | 2:5  | Второй дивизион | 14 000  |
| 7 декабря 1895   | Хайд Роуд         | 2:1  | Второй дивизион | 18 000  |
| 3 октября 1896   | Хайд Роуд         | 0:0  | Второй дивизион | 20 000  |
| 25 декабря 1897  | Хайд Роуд         | 0:1  | Второй дивизион | 16 000  |
| 26 декабря 1898  | Хайд Роуд         | 4:0  | Второй дивизион | 25 000  |
| 10 апреля 1903   | Хайд Роуд         | 0:2  | Второй дивизион | 30 000  |
| 1 декабря 1906   | Хайд Роуд         | 3:0  | Первый дивизион | 40 000  |
| 18 апреля 1908   | Хайд Роуд         | 0:0  | Первый дивизион | 40 000  |
| 19 сентября 1908 | Хайд Роуд         | 1:2  | Первый дивизион | 40 000  |
| 21 января 1911   | Хайд Роуд         | 1:1  | Первый дивизион | 40 000  |
| 2 сентября 1911  | Хайд Роуд         | 0:0  | Первый дивизион | 35 000  |
| 28 декабря 1912  | Хайд Роуд         | 0:2  | Первый дивизион | 38 000  |
| 6 декабря 1913   | Хайд Роуд         | 0:2  | Первый дивизион | 40 000  |
| 2 января 1915    | Хайд Роуд         | 1:1  | Первый дивизион | 30 000  |
| 11 октября 1919  | Хайд Роуд         | 3:3  | Первый дивизион | 30 000  |
| 27 ноября 1920   | Хайд Роуд         | 3:0  | Первый дивизион | 35 000  |
| 22 октября 1921  | Хайд Роуд         | 4:1  | Первый дивизион | 24 000  |
| 12 сентября 1925 | Мейн Роуд         | 1:1  | Первый дивизион | 62 994  |
| 12 сентября 1928 | Мейн Роуд         | 2:2  | Первый дивизион | 61 007  |
| 8 февраля 1930   | Мейн Роуд         | 0:1  | Первый дивизион | 64 472  |
| 4 октября 1930   | Мейн Роуд         | 4:1  | Первый дивизион | 41 757  |
| 9 января 1937    | Мейн Роуд         | 1:0  | Первый дивизион | 64 862  |
| 20 сентября 1947 | Мейн Роуд         | 0:0  | Первый дивизион | 71 364  |
| 11 сентября 1948 | Мейн Роуд         | 0:0  | Первый дивизион | 64 502  |
| 31 декабря 1949  | Мейн Роуд         | 1:2  | Первый дивизион | 63 704  |
| 15 сентября 1951 | Мейн Роуд         | 1:2  | Первый дивизион | 52 571  |
| 30 августа 1952  | Мейн Роуд         | 2:1  | Первый дивизион | 56 140  |
| 5 сентября 1953  | Мейн Роуд         | 2:0  | Первый дивизион | 53 097  |
| 25 сентября 1954 | Мейн Роуд         | 3:2  | Первый дивизион | 54 105  |
| 3 сентября 1955  | Мейн Роуд         | 1:0  | Первый дивизион | 59 162  |
| 2 февраля 1957   | Мейн Роуд         | 2:4  | Первый дивизион | 63 872  |
| 28 декабря 1957  | Мейн Роуд         | 2:2  | Первый дивизион | 70 483  |
| 27 сентября 1958 | Мейн Роуд         | 1:1  | Первый дивизион | 62 912  |
| 19 сентября 1959 | Мейн Роуд         | 3:0  | Первый дивизион | 58 300  |
| 4 марта 1961     | Мейн Роуд         | 1:3  | Первый дивизион | 50 479  |
| 10 февраля 1962  | Мейн Роуд         | 0:2  | Первый дивизион | 49 959  |
| 15 мая 1963      | Мейн Роуд         | 1:1  | Первый дивизион | 52 424  |
| 21 января 1967   | Мейн Роуд         | 1:1  | Первый дивизион | 62 983  |
| 30 сентября 1967 | Мейн Роуд         | 1:2  | Первый дивизион | 62 942  |
| 17 августа 1968  | Мейн Роуд         | 0:0  | Первый дивизион | 63 052  |
| 15 ноября 1969   | Мейн Роуд         | 4:0  | Первый дивизион | 63 013  |
| 5 мая 1971       | Мейн Роуд         | 3:4  | Первый дивизион | 43 626  |
| 6 ноября 1971    | Мейн Роуд         | 3:3  | Первый дивизион | 63 326  |
| 18 ноября 1972   | Мейн Роуд         | 3:0  | Первый дивизион | 52 050  |
| 13 марта 1974    | Мейн Роуд         | 0:0  | Первый дивизион | 51 331  |
| 27 сентября 1975 | Мейн Роуд         | 2:2  | Первый дивизион | 50 182  |
| 25 сентября 1976 | Мейн Роуд         | 1:3  | Первый дивизион | 48 861  |
| 10 сентября 1977 | Мейн Роуд         | 3:1  | Первый дивизион | 50 856  |
| 10 февраля 1979  | Мейн Роуд         | 0:3  | Первый дивизион | 46 151  |
| 10 ноября 1979   | Мейн Роуд         | 2:0  | Первый дивизион | 50 067  |
| 21 февраля 1981  | Мейн Роуд         | 1:0  | Первый дивизион | 50 014  |
| 10 октября 1981  | Мейн Роуд         | 0:0  | Первый дивизион | 52 037  |
| 5 марта 1983     | Мейн Роуд         | 1:2  | Первый дивизион | 45 400  |
| 14 сентября 1985 | Мейн Роуд         | 0:3  | Первый дивизион | 48 773  |
| 26 октября 1986  | Мейн Роуд         | 1:1  | Первый дивизион | 32 440  |
| 23 сентября 1989 | Мейн Роуд         | 5:1  | Первый дивизион | 43 246  |
| 27 октября 1990  | Мейн Роуд         | 3:3  | Первый дивизион | 36 427  |
| 16 ноября 1991   | Мейн Роуд         | 0:0  | Первый дивизион | 38 180  |
| 20 марта 1993    | Мейн Роуд         | 1:1  | Премьер-лига    | 37 136  |
| 7 ноября 1993    | Мейн Роуд         | 2:3  | Премьер-лига    | 35 155  |
| 11 февраля 1995  | Мейн Роуд         | 0:3  | Премьер-лига    | 26 368  |
| 6 апреля 1996    | Мейн Роуд         | 2:3  | Премьер-лига    | 29 668  |
| 18 ноября 2000   | Мейн Роуд         | 0:1  | Премьер-лига    | 34 429  |
| 9 ноября 2002    | Мейн Роуд         | 3:1  | Премьер-лига    | 34 649  |
| 14 марта 2004    | Сити оф Манчестер | 4:1  | Премьер-лига    | 47 284  |
| 13 февраля 2005  | Сити оф Манчестер | 0:2  | Премьер-лига    | 47 111  |
| 14 января 2006   | Сити оф Манчестер | 3:1  | Премьер-лига    | 47 192  |
| 5 мая 2007       | Сити оф Манчестер | 0:1  | Премьер-лига    | 47 244  |
| 19 августа 2007  | Сити оф Манчестер | 1:0  | Премьер-лига    | 44 955  |
| 30 ноября 2008   | Сити оф Манчестер | 0:1  | Премьер-лига    | 47 320  |
| 17 апреля 2010   | Сити оф Манчестер | 0:1  | Премьер-лига    | 47 019  |
| 10 ноября 2010   | Сити оф Манчестер | 0:0  | Премьер-лига    | 47 679  |
| 30 апреля 2012   | Этихад            | 1:0  | Премьер-лига    | 47 253  |
| 9 декабря 2012   | Этихад            | 2:3  | Премьер-лига    | 47 166  |
| 22 сентября 2013 | Этихад            | 4:1  | Премьер-лига    | 47 156  |
| 2 ноября 2014    | Этихад            | 1:0  | Премьер-лига    | 45 358  |
| 20 марта 2016    | Этихад            | 0:1  | Премьер-лига    | 54 557  |
| 27 апреля 2017   | Этихад            | 0:0  | Премьер-лига    | 54 176  |
| 7 апреля 2018    | Этихад            | 2:3  | Премьер-лига    | 54 259  |
| 11 ноября 2018   | Этихад            | 3:1  | Премьер-лига    | 54 316  |
| 7 декабря 2019   | Этихад            | 1:2  | Премьер-лига    | 54 403  |
| 7 марта 2021     | Этихад            | 0:2  | Премьер-лига    | 0       |
| 6 марта 2022     | Этихад            | 4:1  | Премьер-лига    | 53 165  |
| 2 октября 2022   | Этихад            | 6:3  | Премьер-лига    | 53 475  |
| 3 марта 2024     | Этихад            | 3:1  | Премьер-лига    | 55 097  |

| Победы «Сити» | Ничьи | Победы «Юнайтед» |
| ------------- | ----- | ---------------- |
| 29            | 25    | 31               |

| Дата             | Стадион      | Счёт | Турнир          | Зрители |
| ---------------- | ------------ | ---- | --------------- | ------- |
| 1 января 1895    | Бэнк Стрит   | 4:1  | Второй дивизион | 12 000  |
| 5 октября 1895   | Бэнк Стрит   | 1:1  | Второй дивизион | 18 000  |
| 25 декабря 1896  | Бэнк Стрит   | 2:1  | Второй дивизион | 20 000  |
| 16 октября 1897  | Бэнк Стрит   | 1:1  | Второй дивизион | 40 000  |
| 10 сентября 1898 | Бэнк Стрит   | 3:0  | Второй дивизион | 40 000  |
| 25 декабря 1902  | Бэнк Стрит   | 1:1  | Второй дивизион | 35 000  |
| 6 апреля 1907    | Бэнк Стрит   | 1:1  | Первый дивизион | 40 000  |
| 21 декабря 1907  | Бэнк Стрит   | 3:1  | Первый дивизион | 35 000  |
| 23 января 1909   | Бэнк Стрит   | 3:1  | Первый дивизион | 40 000  |
| 17 сентября 1910 | Олд Траффорд | 2:1  | Первый дивизион | 60 000  |
| 30 декабря 1911  | Олд Траффорд | 0:0  | Первый дивизион | 50 000  |
| 7 сентября 1912  | Олд Траффорд | 0:1  | Первый дивизион | 40 000  |
| 11 апреля 1914   | Олд Траффорд | 0:1  | Первый дивизион | 36 000  |
| 5 сентября 1914  | Олд Траффорд | 0:0  | Первый дивизион | 20 000  |
| 18 октября 1919  | Олд Траффорд | 1:0  | Первый дивизион | 40 000  |
| 20 ноября 1920   | Олд Траффорд | 1:1  | Первый дивизион | 63 000  |
| 29 октября 1921  | Олд Траффорд | 3:1  | Первый дивизион | 56 000  |
| 23 января 1926   | Олд Траффорд | 1:6  | Первый дивизион | 48 657  |
| 23 января 1929   | Олд Траффорд | 1:2  | Первый дивизион | 42 255  |
| 5 октября 1929   | Олд Траффорд | 1:3  | Первый дивизион | 57 201  |
| 7 февраля 1931   | Олд Траффорд | 1:3  | Первый дивизион | 39 876  |
| 12 сентября 1936 | Олд Траффорд | 3:2  | Первый дивизион | 68 796  |
| 7 апреля 1948    | Мейн Роуд    | 1:1  | Первый дивизион | 71 690  |
| 22 января 1949   | Мейн Роуд    | 0:0  | Первый дивизион | 66 485  |
| 3 сентября 1949  | Олд Траффорд | 2:1  | Первый дивизион | 47 760  |
| 19 января 1952   | Олд Траффорд | 1:1  | Первый дивизион | 54 245  |
| 3 января 1953    | Олд Траффорд | 1:1  | Первый дивизион | 47 883  |
| 16 января 1954   | Олд Траффорд | 1:1  | Первый дивизион | 46 379  |
| 12 февраля 1955  | Олд Траффорд | 0:5  | Первый дивизион | 47 914  |
| 31 декабря 1955  | Олд Траффорд | 2:1  | Первый дивизион | 60 956  |
| 22 сентября 1956 | Олд Траффорд | 2:0  | Первый дивизион | 53 525  |
| 31 августа 1957  | Олд Траффорд | 4:1  | Первый дивизион | 63 347  |
| 14 февраля 1959  | Олд Траффорд | 4:1  | Первый дивизион | 59 846  |
| 6 февраля 1960   | Олд Траффорд | 0:0  | Первый дивизион | 59 450  |
| 31 декабря 1960  | Олд Траффорд | 5:1  | Первый дивизион | 61 213  |
| 23 сентября 1961 | Олд Траффорд | 3:2  | Первый дивизион | 56 345  |
| 15 сентября 1962 | Олд Траффорд | 2:3  | Первый дивизион | 49 193  |
| 17 сентября 1966 | Олд Траффорд | 1:0  | Первый дивизион | 62 085  |
| 27 марта 1968    | Олд Траффорд | 1:3  | Первый дивизион | 63 004  |
| 8 марта 1969     | Олд Траффорд | 0:1  | Первый дивизион | 63 264  |
| 28 марта 1970    | Олд Траффорд | 1:2  | Первый дивизион | 59 777  |
| 12 декабря 1970  | Олд Траффорд | 1:4  | Первый дивизион | 52 636  |
| 12 апреля 1972   | Олд Траффорд | 1:3  | Первый дивизион | 56 362  |
| 21 апреля 1973   | Олд Траффорд | 0:0  | Первый дивизион | 61 676  |
| 27 апреля 1974   | Олд Траффорд | 0:1  | Первый дивизион | 56 996  |
| 4 мая 1976       | Олд Траффорд | 2:0  | Первый дивизион | 59 517  |
| 5 марта 1977     | Олд Траффорд | 3:1  | Первый дивизион | 58 595  |
| 15 марта 1978    | Олд Траффорд | 2:2  | Первый дивизион | 58 398  |
| 30 сентября 1978 | Олд Траффорд | 1:0  | Первый дивизион | 55 301  |
| 22 марта 1980    | Олд Траффорд | 1:0  | Первый дивизион | 56 387  |
| 27 сентября 1980 | Олд Траффорд | 2:2  | Первый дивизион | 55 918  |
| 27 февраля 1982  | Олд Траффорд | 1:1  | Первый дивизион | 57 830  |
| 23 октября 1982  | Олд Траффорд | 2:2  | Первый дивизион | 57 334  |
| 22 марта 1986    | Олд Траффорд | 2:2  | Первый дивизион | 51 274  |
| 7 марта 1987     | Олд Траффорд | 2:0  | Первый дивизион | 48 619  |
| 3 февраля 1990   | Олд Траффорд | 1:1  | Первый дивизион | 40 274  |
| 4 мая 1991       | Олд Траффорд | 1:0  | Первый дивизион | 45 286  |
| 7 апреля 1992    | Олд Траффорд | 1:1  | Первый дивизион | 46 781  |
| 6 декабря 1992   | Олд Траффорд | 2:1  | Премьер-лига    | 35 408  |
| 23 апреля 1994   | Олд Траффорд | 2:0  | Премьер-лига    | 44 333  |
| 10 ноября 1994   | Олд Траффорд | 5:0  | Премьер-лига    | 43 738  |
| 14 октября 1995  | Олд Траффорд | 1:0  | Премьер-лига    | 35 707  |
| 21 апреля 2001   | Олд Траффорд | 1:1  | Премьер-лига    | 67 535  |
| 9 февраля 2003   | Олд Траффорд | 1:1  | Премьер-лига    | 67 646  |
| 13 декабря 2003  | Олд Траффорд | 3:1  | Премьер-лига    | 67 643  |
| 7 ноября 2004    | Олд Траффорд | 0:0  | Премьер-лига    | 67 863  |
| 10 сентября 2005 | Олд Траффорд | 1:1  | Премьер-лига    | 67 839  |
| 9 декабря 2006   | Олд Траффорд | 3:1  | Премьер-лига    | 75 858  |
| 10 февраля 2008  | Олд Траффорд | 1:2  | Премьер-лига    | 75 970  |
| 10 мая 2009      | Олд Траффорд | 2:0  | Премьер-лига    | 75 464  |
| 20 сентября 2009 | Олд Траффорд | 4:3  | Премьер-лига    | 75 066  |
| 12 февраля 2011  | Олд Траффорд | 2:1  | Премьер-лига    | 75 322  |
| 23 октября 2011  | Олд Траффорд | 1:6  | Премьер-лига    | 75 487  |
| 8 апреля 2013    | Олд Траффорд | 1:2  | Премьер-лига    | 75 498  |
| 25 марта 2014    | Олд Траффорд | 0:3  | Премьер-лига    | 75 203  |
| 12 апреля 2015   | Олд Траффорд | 4:2  | Премьер-лига    | 75 313  |
| 25 октября 2015  | Олд Траффорд | 0:0  | Премьер-лига    | 75 329  |
| 10 сентября 2016 | Олд Траффорд | 1:2  | Премьер-лига    | 75 272  |
| 10 декабря 2017  | Олд Траффорд | 1:2  | Премьер-лига    | 74 847  |
| 24 апреля 2019   | Олд Траффорд | 0:2  | Премьер-лига    | 74 431  |
| 8 марта 2020     | Олд Траффорд | 2:0  | Премьер-лига    | 73 288  |
| 12 декабря 2020  | Олд Траффорд | 0:0  | Премьер-лига    | 0       |
| 6 ноября 2021    | Олд Траффорд | 0:2  | Премьер-лига    | 73 086  |
| 14 января 2023   | Олд Траффорд | 2:1  | Премьер-лига    | 75 546  |
| 29 октября 2023  | Олд Траффорд | 0:3  | Премьер-лига    | 73 502  |

| Победы «Юнайтед» | Ничьи | Победы «Сити» |
| ---------------- | ----- | ------------- |
| 35               | 27    | 23            |

### Встречи команд в кубковых матчах
| Дата            | Стадион           | Команда 1         | Счёт           | Команда 2         | Турнир                                     | Зрители |
| --------------- | ----------------- | ----------------- | -------------- | ----------------- | ------------------------------------------ | ------- |
| 3 октября 1891  | Норт Роуд         | Ньютон Хит        | 5:1            | Ардуик            | 1 квал. раунд Кубка Англии                 | 11 000  |
| 27 марта 1926   | Брэмолл Лейн      | Манчестер Юнайтед | 0:3            | Манчестер Сити    | Полуфинал Кубка Англии                     | 46 450  |
| 24 февраля 1955 | Мейн Роуд         | Манчестер Сити    | 2:0            | Манчестер Юнайтед | 4 раунд Кубка Англии                       | 75 000  |
| 24 октября 1956 | Мейн Роуд         | Манчестер Сити    | 0:1            | Манчестер Юнайтед | Суперкубок Англии 1956                     | 30 495  |
| 3 декабря 1969  | Мейн Роуд         | Манчестер Сити    | 2:1            | Манчестер Юнайтед | Полуфинал Кубка Футбольной лиги            | 55 799  |
| 17 декабря 1969 | Олд Траффорд      | Манчестер Юнайтед | 2:2            | Манчестер Сити    | Полуфинал Кубка Футбольной лиги            | 63 418  |
| 24 января 1970  | Олд Траффорд      | Манчестер Юнайтед | 3:0            | Манчестер Сити    | 4 раунд Кубка Англии                       | 63 417  |
| 9 октября 1974  | Олд Траффорд      | Манчестер Юнайтед | 1:0            | Манчестер Сити    | 3 раунд Кубка Футбольной лиги              | 55 169  |
| 12 ноября 1975  | Мейн Роуд         | Манчестер Сити    | 4:0            | Манчестер Юнайтед | 4 раунд Кубка Футбольной лиги              | 50 182  |
| 10 января 1987  | Олд Траффорд      | Манчестер Юнайтед | 1:0            | Манчестер Сити    | 3 раунд Кубка Англии                       | 54 294  |
| 18 февраля 1996 | Олд Траффорд      | Манчестер Юнайтед | 2:1            | Манчестер Сити    | 5 раунд Кубка Англии                       | 42 692  |
| 14 февраля 2004 | Олд Траффорд      | Манчестер Юнайтед | 4:2            | Манчестер Сити    | 5 раунд Кубка Англии                       | 67 228  |
| 19 января 2010  | Сити оф Манчестер | Манчестер Сити    | 2:1            | Манчестер Юнайтед | Полуфинал Кубка Футбольной лиги            | 46 067  |
| 27 января 2010  | Олд Траффорд      | Манчестер Юнайтед | 3:1            | Манчестер Сити    | Полуфинал Кубка Футбольной лиги            | 74 576  |
| 16 апреля 2011  | Уэмбли            | Манчестер Сити    | 1:0            | Манчестер Юнайтед | Полуфинал Кубка Англии                     | 86 549  |
| 7 августа 2011  | Уэмбли            | Манчестер Сити    | 2:3            | Манчестер Юнайтед | Суперкубок Англии 2011                     | 77 169  |
| 8 января 2012   | Этихад            | Манчестер Сити    | 2:3            | Манчестер Юнайтед | 3 раунд Кубка Англии                       | 46 808  |
| 26 октября 2016 | Олд Траффорд      | Манчестер Юнайтед | 1:0            | Манчестер Сити    | 4 раунд Кубка Футбольной лиги              | 75 196  |
| 7 января 2020   | Олд Траффорд      | Манчестер Юнайтед | 1:3            | Манчестер Сити    | Полуфинал Кубка лиги. Первый матч          | 69 023  |
| 29 января 2020  | Этихад            | Манчестер Сити    | 0:1            | Манчестер Юнайтед | Полуфинал Кубка лиги. Ответный матч        | 51 000  |
| 6 января 2021   | Олд Траффорд      | Манчестер Юнайтед | 0:2            | Манчестер Сити    | Полуфинал Кубка Английской футбольной лиги | 0       |
| 3 июня 2023     | Уэмбли            | Манчестер Сити    | 2:1            | Манчестер Юнайтед | Финал Кубка Англии                         | 83 179  |
| 25 мая 2024     | Уэмбли            | Манчестер Сити    | 1:2            | Манчестер Юнайтед | Финал Кубка Англии                         | 84 814  |
| 10 августа 2024 | Уэмбли            | Манчестер Сити    | 1:1 (7:6 пен.) | Манчестер Юнайтед | Суперкубок Англии                          | 78 146  |

| Победы «Сити» | Победы «Юнайтед» | Ничьи |
| ------------- | ---------------- | ----- |
| 9             | 13               | 1     |

## Общие игроки и тренеры

### Футболисты, игравшие за оба клуба

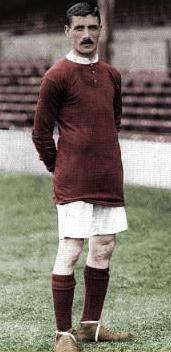
Билли Мередит в футболке «Юнайтед»

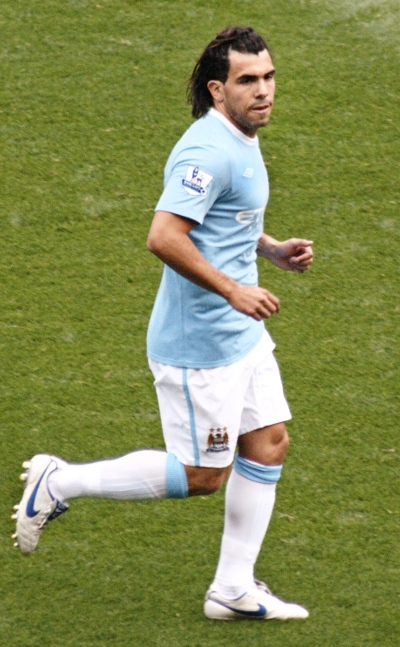
Карлос Тевес в футболке «Сити»

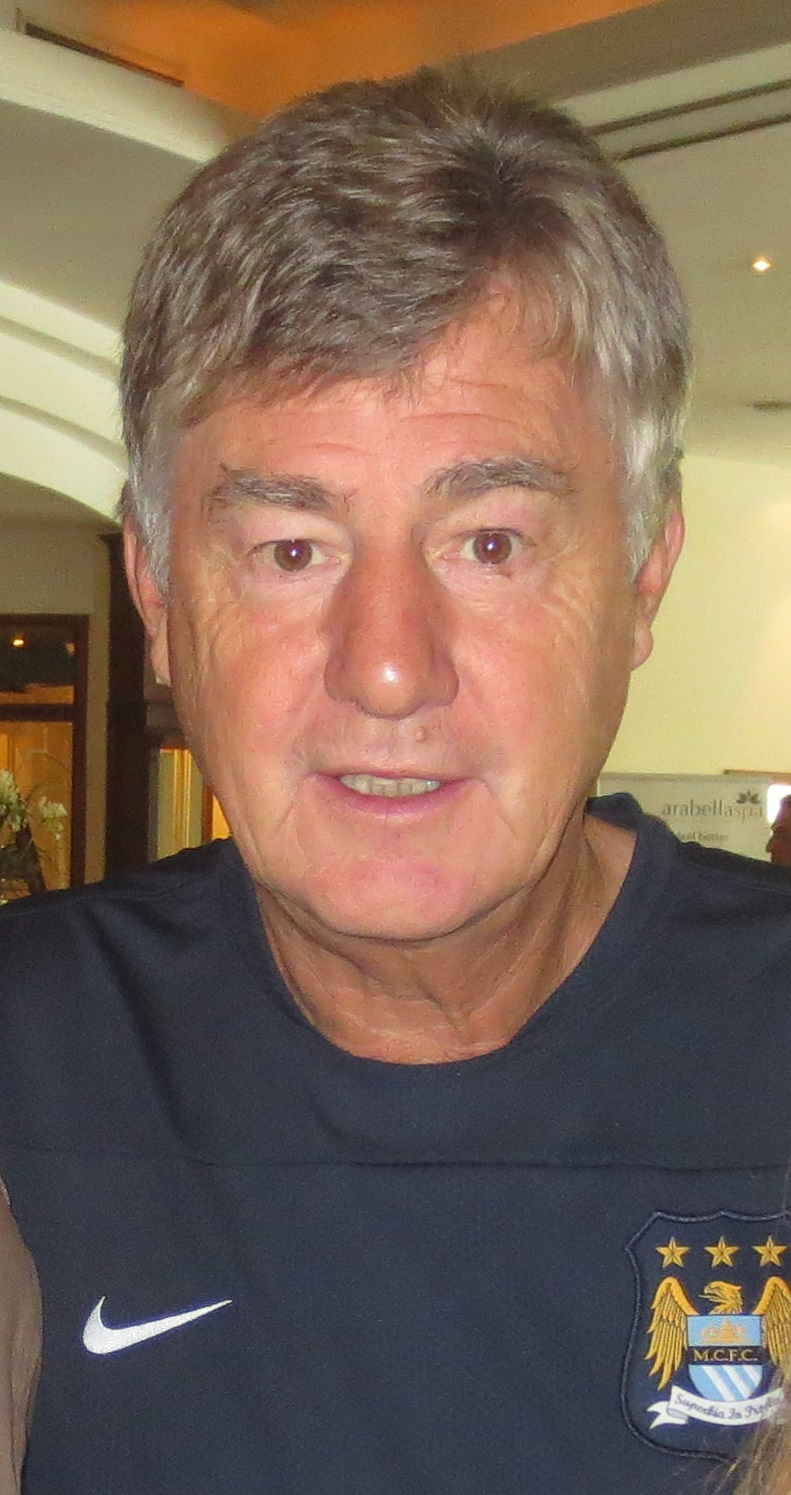
Брайан Кидд играл за оба клуба, а также был ассистентом главного тренера и в «Юнайтед», и в «Сити»

| Игрок              | Выступления за «Сити» | Выступления за «Сити» | Выступления за «Сити» | Выступления за «Юнайтед» | Выступления за «Юнайтед» | Выступления за «Юнайтед» |
| Игрок              | Период                | Матчи в лиге          | Голы в лиге           | Период                   | Матчи в лиге             | Голы в лиге              |
| ------------------ | --------------------- | --------------------- | --------------------- | ------------------------ | ------------------------ | ------------------------ |
| Уильям Дуглас      | 1890—1894             | 36                    | 0                     | 1894—1896                | 56                       | 0                        |
| Боб Миларви        | 1891—1896             | 69                    | 12                    | 1890—1891                | 22                       | 4                        |
| Адам Карсон        | 1893—1894             | 7                     | 3                     | 1892—1893                | 13                       | 3                        |
| Альф Эдж           | 1894                  | 1                     | 0                     | 1891—1892                | 19                       | 7                        |
| Билли Мередит      | 1894—1906 1921—1924   | 339 28                | 129 0                 | 1906—1921                | 303                      | 35                       |
| Берт Рид           | 1895—1902             | 115                   | 2                     | 1902—1908                | 35                       | 0                        |
| Фред Уильямс       | 1896—1902             | 124                   | 38                    | 1902—1903                | 8                        | 0                        |
| Стокпорт Смит      | 1897—1900             | 54                    | 22                    | 1901—1902                | 16                       | 0                        |
| Джо Кэссиди        | 1900—1901             | 32                    | 14                    | 1893 1893—1900           | 174                      | 100                      |
| Фрэнк Барретт      | 1901—1902             | 5                     | 0                     | 1896—1900                | 118                      | 0                        |
| Хью Морган         | 1901—1902             | 12                    | 1                     | 1900—1901                | 20                       | 4                        |
| Дэниел Херст       | 1901—1902             | 15                    | 0                     | 1902—1903                | 16                       | 4                        |
| Джимми Баннистер   | 1902—1906             | 45                    | 21                    | 1906—1909                | 57                       | 7                        |
| Сэнди Тернбулл     | 1902—1906             | 110                   | 53                    | 1906—1915                | 220                      | 90                       |
| Герберт Берджесс   | 1903—1906             | 85                    | 2                     | 1906—1910                | 49                       | 0                        |
| Джордж Ливингстон  | 1903—1906             | 81                    | 19                    | 1909—1914                | 43                       | 4                        |
| Джон Кристи        | 1904—1907             | 10                    | 0                     | 1902—1904                | 1                        | 0                        |
| Хорас Блу          | 1906                  | 1                     | 0                     | 1906                     | 1                        | 0                        |
| Герберт Брумфилд   | 1908—1910             | 4                     | 0                     | 1907—1908                | 9                        | 0                        |
| Джордж Албинсон    | 1921—1922             | 3                     | 0                     | 1920—1921                | 1                        | 0                        |
| Уилф Вудкок        | 1920—1922             | 15                    | 2                     | 1912—1920                | 58                       | 20                       |
| Лен Лэнгфорд       | 1930—1934             | 112                   | 0                     | 1934—1937                | 15                       | 0                        |
| Билл Риддинг       | 1930—1931             | 9                     | 4                     | 1931—1934                | 42                       | 14                       |
| Билли Дейл         | 1931—1938             | 237                   | 0                     | 1925—1931                | 64                       | 0                        |
| Гарри Роули        | 1932—1933             | 18                    | 4                     | 1928—1932 1934—1937      | 95 78                    | 24 27                    |
| Денис Лоу          | 1960—1961 1973—1974   | 44 24                 | 21 9                  | 1962—1973                | 309                      | 171                      |
| Брайан Кидд        | 1976—1979             | 98                    | 44                    | 1963—1974                | 203                      | 52                       |
| Уин Дейвис         | 1971—1972             | 45                    | 8                     | 1972—1973                | 16                       | 4                        |
| Сэмми Макилрой     | 1985—1986             | 13                    | 1                     | 1971—1982                | 342                      | 57                       |
| Питер Барнс        | 1974—1979 1987—1988   | 115 8                 | 15 0                  | 1985—1987                | 20                       | 2                        |
| Джон Гидман        | 1986—1988             | 53                    | 1                     | 1981—1986                | 95                       | 4                        |
| Питер Бирдсли      | 1998                  | 6                     | 0                     | 1982—1983                | 0                        | 0                        |
| Марк Робинс        | 1999                  | 2                     | 0                     | 1986—1992                | 48                       | 11                       |
| Андрей Канчельскис | 2001                  | 10                    | 0                     | 1991—1995                | 123                      | 28                       |
| Петер Шмейхель     | 2002—2003             | 29                    | 0                     | 1991—1999                | 292                      | 0                        |
| Терри Кук          | 1999—2002             | 20                    | 2                     | 1994—1999                | 4                        | 0                        |
| Энди Коул          | 2005—2006             | 22                    | 9                     | 1995—2001                | 195                      | 93                       |
| Карлос Тевес       | 2009—2013             | 106                   | 57                    | 2007—2009                | 63                       | 19                       |
| Оуэн Харгривз      | 2011—2012             | 1                     | 0                     | 2007—2011                | 27                       | 2                        |

### Играли за один клуб, тренировали другой

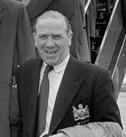
Мэтт Басби играл за «Сити» и тренировал «Юнайтед»

| Тренер       | Играл за клуб     | Играл за клуб       | Играл за клуб | Играл за клуб | Тренировал клуб   | Тренировал клуб     | Тренировал клуб | Тренировал клуб | Тренировал клуб | Тренировал клуб | Тренировал клуб |
| Тренер       | Клуб              | Годы                | Матчи в лиге  | Голы в лиге   | Клуб              | Годы                | И               | В               | Н               | П               | % побед         |
| ------------ | ----------------- | ------------------- | ------------- | ------------- | ----------------- | ------------------- | --------------- | --------------- | --------------- | --------------- | --------------- |
| Мэтт Басби   | Манчестер Сити    | 1928—1936           | 226           | 14            | Манчестер Юнайтед | 1945—1969 1970—1971 | 1120 21         | 565 11          | 263 3           | 292 7           | 50,45 52,38     |
| Стив Коппелл | Манчестер Юнайтед | 1975—1983           | 322           | 53            | Манчестер Сити    | 1996                | 6               | 2               | 1               | 3               | 33,33           |
| Марк Хьюз    | Манчестер Юнайтед | 1980—1986 1988—1995 | 89 256        | 37 82         | Манчестер Сити    | 2008—2009           | 77              | 36              | 15              | 26              | 46,75           |

### Тренеры, работавшие в обоих клубах
| Тренер          | Карьера в «Сити» | Карьера в «Сити» | Карьера в «Сити» | Карьера в «Сити» | Карьера в «Сити» | Карьера в «Сити» | Карьера в «Юнайтед» | Карьера в «Юнайтед» | Карьера в «Юнайтед» | Карьера в «Юнайтед» | Карьера в «Юнайтед» | Карьера в «Юнайтед» |
| Тренер          | Годы             | И                | В                | Н                | П                | % побед          | Годы                | И                   | В                   | Н                   | П                   | % побед             |
| --------------- | ---------------- | ---------------- | ---------------- | ---------------- | ---------------- | ---------------- | ------------------- | ------------------- | ------------------- | ------------------- | ------------------- | ------------------- |
| Эрнест Мангнэлл | 1912—1924        | 350              | 151              | 117              | 82               | 43,14            | 1903—1912           | 471                 | 242                 | 139                 | 90                  | 51,38               |